# Sant Sadurní d'Hortolanes
Sant Sadurní d'Hortolanes, actualment Santuari de la Salut, és una antiga església parroquial esdevinguda modernament santuari del poble rossellonès de Pià, a la Catalunya del Nord.
Està situada a la zona occidental del terme, al nord-oest del nucli urbà del poble, a la partida de les Hortolanes.

## Història
Documentada des del 961, fou una església parroquial que incloïa en el seu terme l'antic lloc de Tàpia, desaparegut actualment. Consta en una donació al monestir de Sant Miquel de Cuixà. L'església original, construïda en època romànica, fou totalment reconstruïda el segle xiv. Després, al XVII, es convertí en ermita, i fou molt malmesa a la Revolució Francesa. El 1846 fou tornada a consagrar, després d'una nova reconstrucció, i se li donà l'advocació de la Mare de Déu de la Salut.